# قرار مجلس الأمن التابع للأمم المتحدة رقم 1403
قرار مجلس الأمن التابع للأمم المتحدة رقم 1403، الذي اعتمد بالإجماع في 4 أبريل 2002، بعد الإشارة إلى القرارين 1397 (2002) و1402 (2002)، طالب المجلس بتنفيذ القرار 1402 من قبل الجانبين الإسرائيلي والفلسطيني.
وأعرب مجلس الأمن عن قلقه إزاء تدهور الحالة على أرض الواقع، ولاحظ أن القرار 1402 لم ينفذ بعد. وطالب بتنفيذه فورًا ورحب بزيارة وزير الخارجية الأمريكي كولين باول إلى المنطقة والجهود التي يبذلها مبعوثون من روسيا والولايات المتحدة و‌الاتحاد الأوروبي ومنسق الأمم المتحدة الخاص للتوصل إلى حل دائم للصراع في الشرق الأوسط.
وكلف الأمين العام كوفي أنان بإبقاء المجلس على علم بالتطورات المستجدة في هذا الوضع.

## وصلات خارجية
- نص القرار على UNHCR.org